# Enotepteron
Enotepteron is een geslacht van weekdieren uit de klasse van de Gastropoda (slakken).

## Soorten
- Enotepteron flavum Minichev, 1967
- Enotepteron hayashii Hamatani, 2009
- Enotepteron heikae Brodie, Klussmann-Kolb & Gosliner, 2001
- Enotepteron rosewateri Gosliner, 1988
- Enotepteron rubropunctatum Hamatani, 2013